# Leone Di Lernia contro tutti
Leone di Lernia contro tutti è un album di Leone Di Lernia, pubblicato nel 2009 e costituito di 10 tracce.

## Tracce
1. Che vita è (versione volgare)
2. Col gioco non si fanno le sold
3. Pien di gnocca
4. Lattrin
5. Matrimonio precoce
6. Aprite le case chiuse
7. Merde
8. Scansafatiche
9. Reality Show
10. Che vita è (versione normale)